# Vicariato apostolico di Alessandria d'Egitto

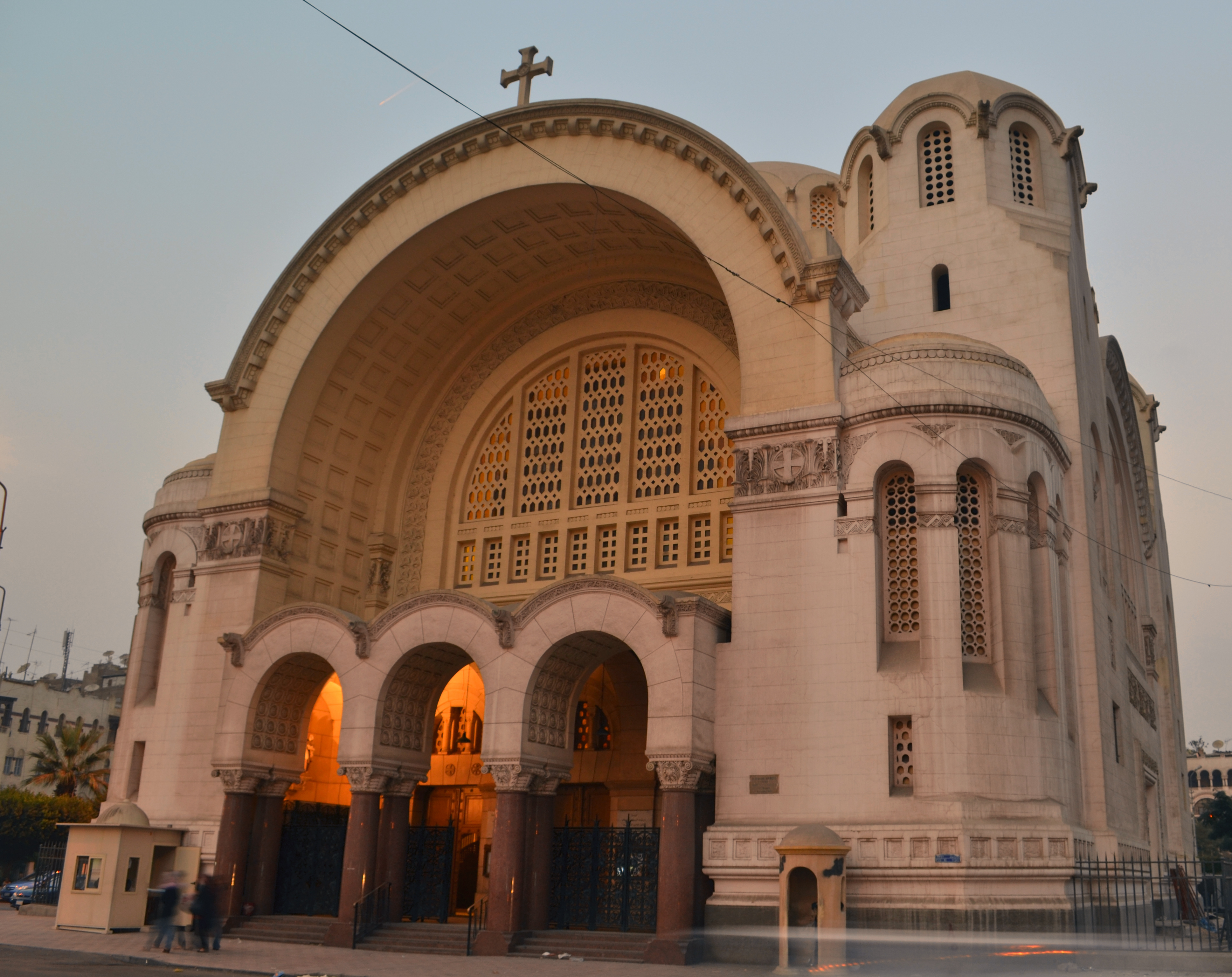
La basilica concattedrale di Nostra Signora di Eliopoli al Cairo

Il vicariato apostolico di Alessandria d'Egitto (in latino Vicariatus Apostolicus Alexandrinus Aegypti) è una sede della Chiesa cattolica in Egitto immediatamente soggetta alla Santa Sede. Nel 2022 contava 68.576 battezzati. È retto dal vescovo Claudio Lurati, M.C.C.I.
Al vicariato sono uniti i titoli di Eliopoli e Porto Said (Heliopolitanus in Aegypto et Portusaidensis).

## Territorio
Il vicariato apostolico estende la sua giurisdizione sui fedeli di rito latino di tutto l'Egitto.
Sede del vicariato è la città di Alessandria, dove si trova la cattedrale di Santa Caterina. Al Cairo si trova la basilica concattedrale di Nostra Signora di Eliopoli, già cattedrale del vicariato apostolico di Eliopoli d'Egitto, e a Porto Said si trova la concattedrale di Nostra Signora e San Michele, già cattedrale del vicariato apostolico di Porto Said. Inoltre, al Cairo si trova anche la basilica di Santa Teresa del Bambin Gesù.
Il territorio è suddiviso in 16 parrocchie.

## Storia
Il vicariato apostolico d'Egitto e Arabia fu eretto il 18 maggio 1839 con il breve Ex munere pastoralis di papa Gregorio XVI, ricavandone il territorio dal vicariato apostolico di Siria, Egitto, Arabia e Cipro (oggi vicariato apostolico di Aleppo) e dalla missione dell'Egitto inferiore (di pertinenza della Custodia di Terra Santa). L'erezione del vicariato apostolico era già stata predisposta il 21 febbraio 1837 con il breve Universi dominicis gregis dello stesso papa Gregorio XVI. Esso aveva giurisdizione, oltre che sui fedeli di rito latino, anche sui copti passati al cattolicesimo, il cui numero all'epoca era molto esiguo e la chiesa non ancora organizzata (dipendeva da un vicario apostolico con dignità episcopale); e sugli armeno-cattolici, anch'essi non molto numerosi. Con l'erezione del vicariato apostolico, anche i missionari francescani, da secoli presenti sul territorio, si sottomisero alla giurisdizione del vicario apostolico.
Il 3 aprile 1846 cedette una porzione di territorio a vantaggio dell'erezione del vicariato apostolico dell'Africa centrale (oggi arcidiocesi di Khartoum).
Nel 1851 assunse il nome di vicariato apostolico d'Egitto.
Nel 1885 il vicariato perse la sua giurisdizione sugli armeno-cattolici di Egitto e Sudan, per i quali papa Leone XIII eresse l'eparchia di Alessandria degli Armeni.
Il 25 gennaio 1886 cedette una porzione di territorio a vantaggio dell'erezione della prefettura apostolica del Delta del Nilo (divenuto in seguito vicariato apostolico di Eliopoli d'Egitto). Il 13 settembre 1894 cedette un'altra parte di territorio a vantaggio dell'erezione della prefettura apostolica di Eritrea (divenuta nel 1911 vicariato apostolico di Asmara).
Il 26 novembre 1895 in forza della lettera apostolica Christi Domini con la quale papa Leone XIII ricostituì il patriarcato di Alessandria dei Copti, il vicariato apostolico perse la giurisdizione sui copti cattolici, che da questo momento avranno costituita una loro autonoma gerarchia.
Il 12 luglio 1926 cedette un'ulteriore porzione di territorio a vantaggio dell'erezione del vicariato apostolico del Canale di Suez (divenuto in seguito vicariato apostolico di Porto Said).
Il 16 dicembre 1949 si ampliò con quella parte del territorio del vicariato apostolico di Khartoum che si trovava in terra egiziana, tra cui la città di Assuan.
Il 27 gennaio 1951, in forza del decreto Nuper Apostolicae Sedi della Congregazione per le Chiese orientali, ha assunto il nome attuale.
Il 30 novembre 1987, in forza del decreto Cum olim della medesima Congregazione per le Chiese orientali, è stato unito ai vicariati apostolici di Eliopoli d'Egitto e Porto Said. Lo stesso decreto ha concesso al vicario apostolico di Alessandria di portare i titoli dei due vicariati soppressi.
I vicari apostolici sono membri di diritto della Conferenza dei vescovi latini nelle regioni arabe.

## Cronotassi dei vescovi
Si omettono i periodi di sede vacante non superiori ai 2 anni o non storicamente accertati.
- Perpetuo Guasco, O.F.M.  † (7 giugno 1839 - 26 agosto 1859 deceduto)
- Pasquale Vujcic, O.F.M. † (28 settembre 1860 - 6 agosto 1866 nominato vicario apostolico di Bosnia)
- Luigi Ciurcia, O.F.M. † (27 luglio 1866 - 1º maggio 1881 dimesso)
- Anacleto Chicaro, O.F.M. † (13 maggio 1881 - 5 ottobre 1888 dimesso)
- Guido Corbelli, O.F.M. † (9 ottobre 1888 - 22 giugno 1896 nominato vescovo di Cortona)
- Gaudenzio Bonfigli, O.F.M. † (22 febbraio 1896 - 6 aprile 1904 dimesso)
- Aurelio Briante, O.F.M. † (23 luglio 1904 - febbraio 1921 dimesso)
- Igino Michelangelo Nuti, O.F.M.  † (23 dicembre 1921 - marzo 1949 dimesso)
- Jean de Capistran Aimé Cayer, O.F.M. † (26 maggio 1949 - 13 aprile 1978 deceduto)
- Egidio Sampieri, O.F.M. † (29 aprile 1978 - 26 agosto 2000 deceduto)
- Giuseppe Bausardo, S.D.B. (24 febbraio 2001 - 29 ottobre 2008 dimesso)[2]
- Adel Zaky, O.F.M. † (1º settembre 2009 - 21 luglio 2019 deceduto)[3]
- Claudio Lurati, M.C.C.I., dal 6 agosto 2020

## Statistiche
Il vicariato apostolico nel 2022 contava 68.576 battezzati.
| anno | popolazione | popolazione | popolazione | presbiteri | presbiteri | presbiteri | presbiteri                | diaconi | religiosi | religiosi | parrocchie |
| anno | battezzati  | totale      | %           | numero     | secolari   | regolari   | battezzati per presbitero | diaconi | uomini    | donne     | parrocchie |
| ---- | ----------- | ----------- | ----------- | ---------- | ---------- | ---------- | ------------------------- | ------- | --------- | --------- | ---------- |
| 1949 | 32.000      | 11.509.000  | 0,3         | 122        | 3          | 119        | 262                       |         | 265       | 915       | 28         |
| 1970 | 9.408       | 22.000.000  | 0,0         | 70         | 2          | 68         | 134                       |         | 115       | 635       | 35         |
| 1980 | 9.000       | ?           | ?           | 104        | 1          | 103        | 86                        |         | 170       | 782       | 12         |
| 1990 | 8.114       | ?           | ?           | 163        | 8          | 155        | 49                        |         | 236       | 1.059     | 23         |
| 1999 | 9.570       | ?           | ?           | 161        | 9          | 152        | 59                        |         | 223       | 822       | 17         |
| 2000 | 9.500       | ?           | ?           | 179        | 9          | 170        | 53                        |         | 240       | 848       | 17         |
| 2001 | 10.000      | ?           | ?           | 174        | 9          | 165        | 57                        | 10      | 214       | 870       | 17         |
| 2002 | 9.000       | ?           | ?           | 166        | 7          | 159        | 54                        | 3       | 262       | 776       | 17         |
| 2003 | 32.000      | ?           | ?           | 171        | 6          | 165        | 187                       | 2       | 229       | 778       | 17         |
| 2004 | 30.000      | ?           | ?           | 195        | 5          | 190        | 153                       |         | 293       | 832       | 17         |
| 2010 | 22.270      | ?           | ?           | 99         | 2          | 97         | 224                       | 1       | 143       | 726       | 16         |
| 2014 | 45.000      | ?           | ?           | 200        | 4          | 196        | 225                       | 7       | 258       | 681       | 16         |
| 2017 | 64.000      | ?           | ?           | 174        | 5          | 169        | 367                       |         | 220       | 604       | 16         |
| 2020 | 66.500      | ?           | ?           | 155        | 8          | 147        | 429                       |         | 161       | 563       | 16         |
| 2022 | 68.576      | ?           | ?           | 152        | 5          | 147        | 451                       |         | 157       | 550       | 16         |